# Detektyw (serial telewizyjny 2001)
Detektyw – telenowela dokumentalna emitowana w stacji TVN w latach 2001–2006, przedstawiający pracę detektywa Krzysztofa Rutkowskiego. Serial dokumentował działalność Rutkowskiego i jego pracowników w różnych powierzanych mu sprawach. Program liczył pięć edycji, liczących po kilka lub kilkanaście odcinków. Średnia widownia wynosiła 1,5 mln osób.
Początkowo stacja TVN informowała, że jest to serial dokumentalny, przedstawiający prawdziwe sprawy kryminalne. W rzeczywistości część scen w serialu zainscenizowano lub poprawiono dokrętkami.
Na potrzeby serialu Rutkowski przeprowadził akcję zatrzymania w sierpniu 2005 roku na ulicy Piotrkowskiej w Łodzi biznesmena i byłego rajdowca Andrzeja Jaroszewicza, oskarżonego o wyłudzenie 150 tys. euro od swojego partnera biznesowego. Zatrzymanie biznesmena zostało wyemitowane również przez inne stacje telewizyjne. Jaroszewicz oskarżył Rutkowskiego o bezprawne zatrzymanie. W 2015 roku sąd uznał działanie Rutkowskiego za bezprawne oraz nakazał detektywowi zapłacić Jaroszewiczowi 100 tys. złotych za naruszenie dóbr osobistych.
Program został zdjęty z ramówki pod koniec lipca 2006 roku, po aresztowaniu Krzysztofa Rutkowskiego pod zarzutem współpracy z tzw. mafią paliwową.